# Swan Song (пісня Лани Дель Рей)
«Swan Song» - пісня з студійного альбому «Honeymoon» американської співачки Лани Дель Рей.

## Історія
У травні 2015 року, кілька фанатів зустрілися з Дель Рей, і вона сказала їм, що одна пісня з її альбому «Honeymoon» називається «Swan Song».

## Реліз
Після випуску зображення обкладинки альбому, що містить зображення з лірикою «і я ніколи не співатиму пісні», вболівальники на Twitter були обурені і спантеличені значенням лірики. Багато хто з прихильників вважав, що ця пісня є останньою на платівці, перш ніж «Don't Let Me Be Misunderstood» є буквальним поданням фінальної пісні своєї кар'єри, вважаючи, що це буде її останній альбом. Це як і раніше не підтверджено.